# Somers Point
Somers Point város az USA New Jersey államában,  Atlantic megyében. Lakosainak száma 10 469 fő (2020. április 1.).

## Népesség
A település népességének változása:

| 2010 | 10 795 |
| 2020 | 10 469 |